# Søren Lund
Pour les articles homonymes, voir Lund.
Søren Jørgensen Lund, né le 12 décembre 1852 à Horne, près de Faaborg et mort le 13 février 1933 à Frederiksberg, est un peintre danois.

## Biographie
Søren Lund est né le 12 décembre 1852 à Horne et grandit dans une ferme.
Il étudie la peinture avec Syrak Hansen (da), mais aussi à l'Académie des Beaux-Arts, où il se perfectionne auprès de Jørgen Roed durant la période 1874-1882, bien que par intermittence. Il assiste aussi à l'école de peinture de Laurits Tuxen pendant l'hiver 1882-1883.
Søren Lund est avant tout un peintre animalier et un paysagiste. Il est proche du groupe des peintres de Fionie (Fynboerne), mais sa forme d'expression est éloignée de ceux-ci.
Il meurt le 13 février 1933 à Frederiksberg et est enterré au Vestre Kirkegård.
Plusieurs musées danois exposent ses œuvres. Le Faaborg Museum (Fåborg) possède plusieurs toiles et de nombreux dessins de l'artiste.

## Galerie

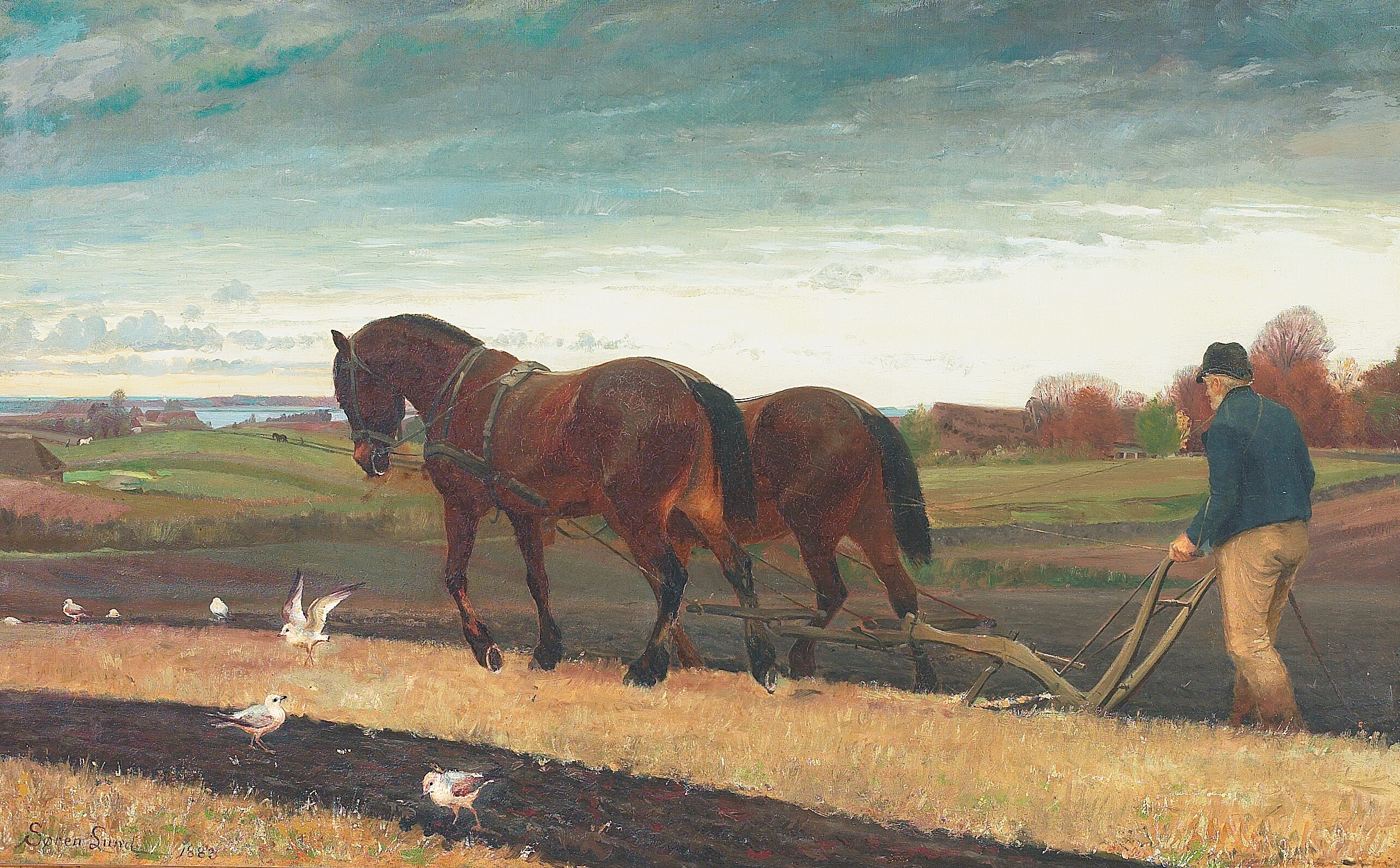
Labour en automne (1883)
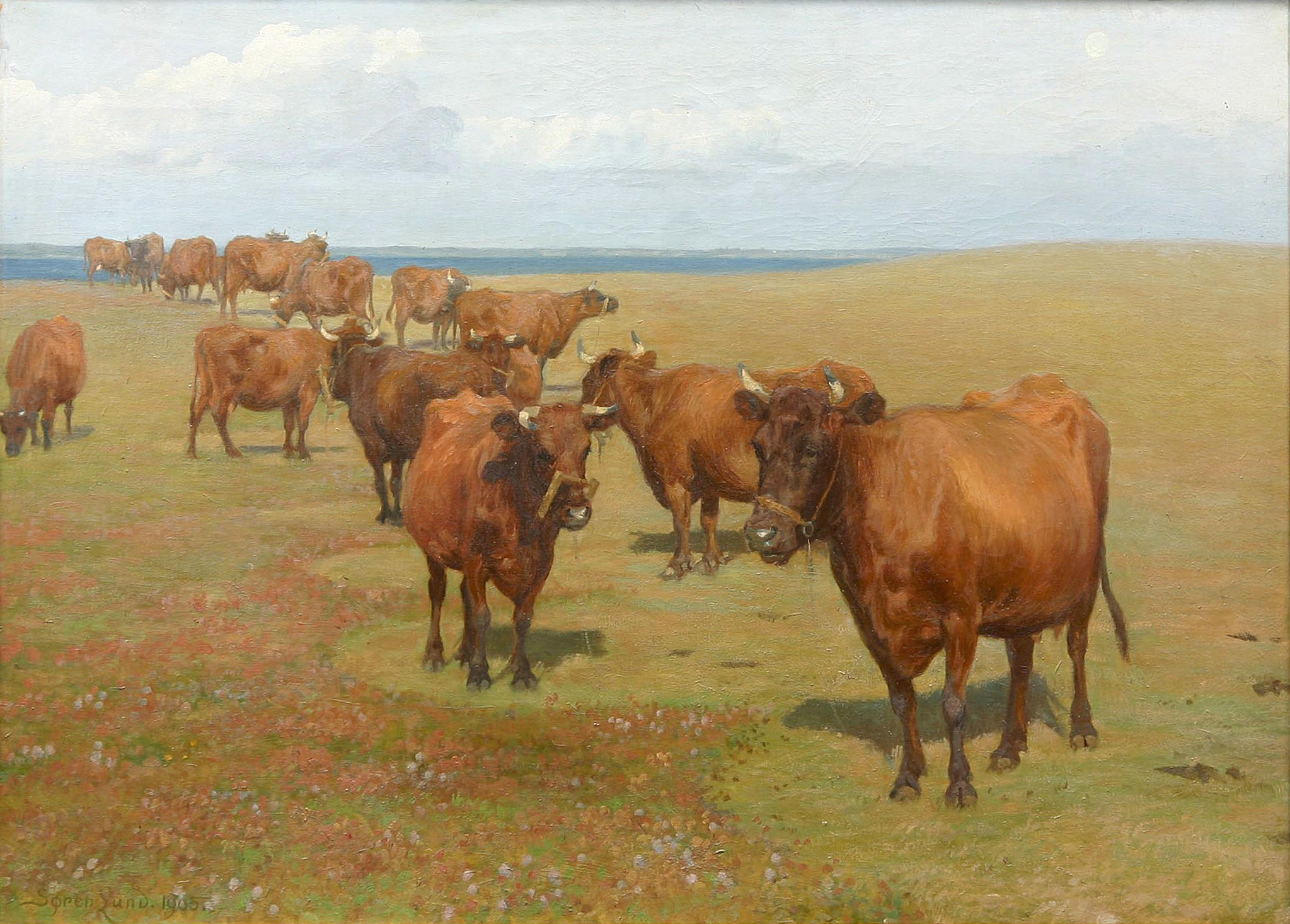
Vaches dans un champ (1905)
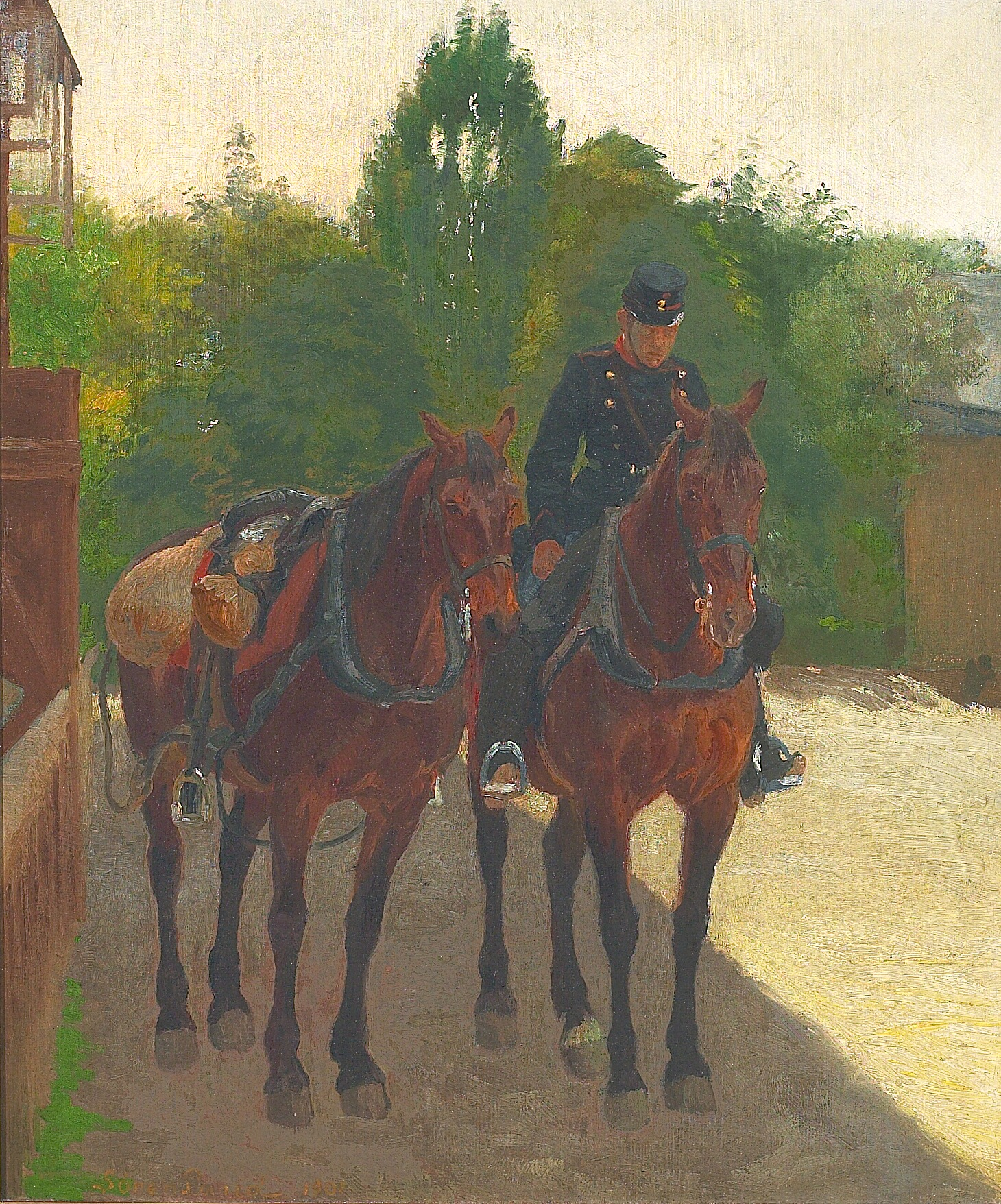
Dragon à cheval (vers 1902)
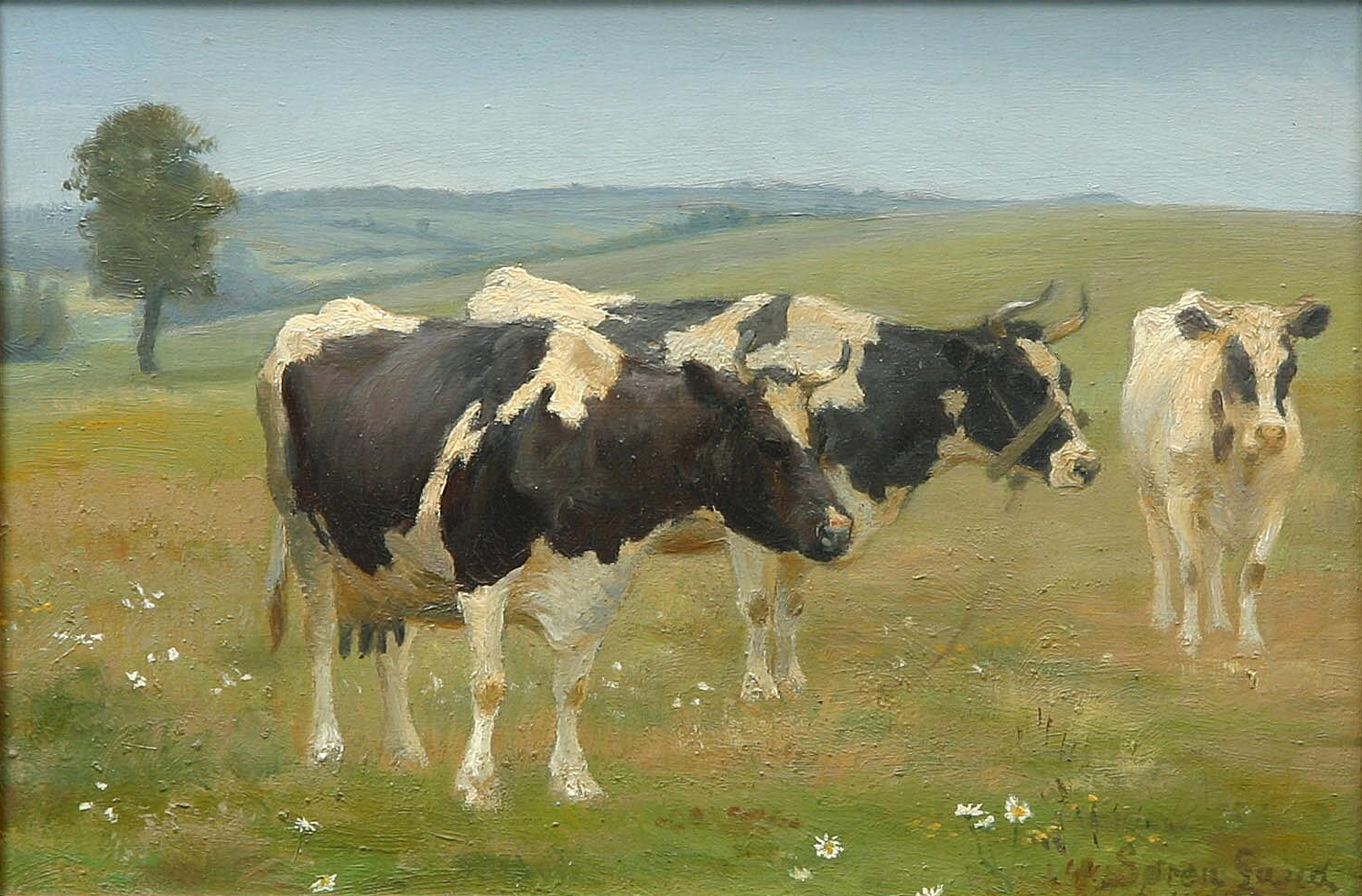
Holsteins dans un champ (1905)
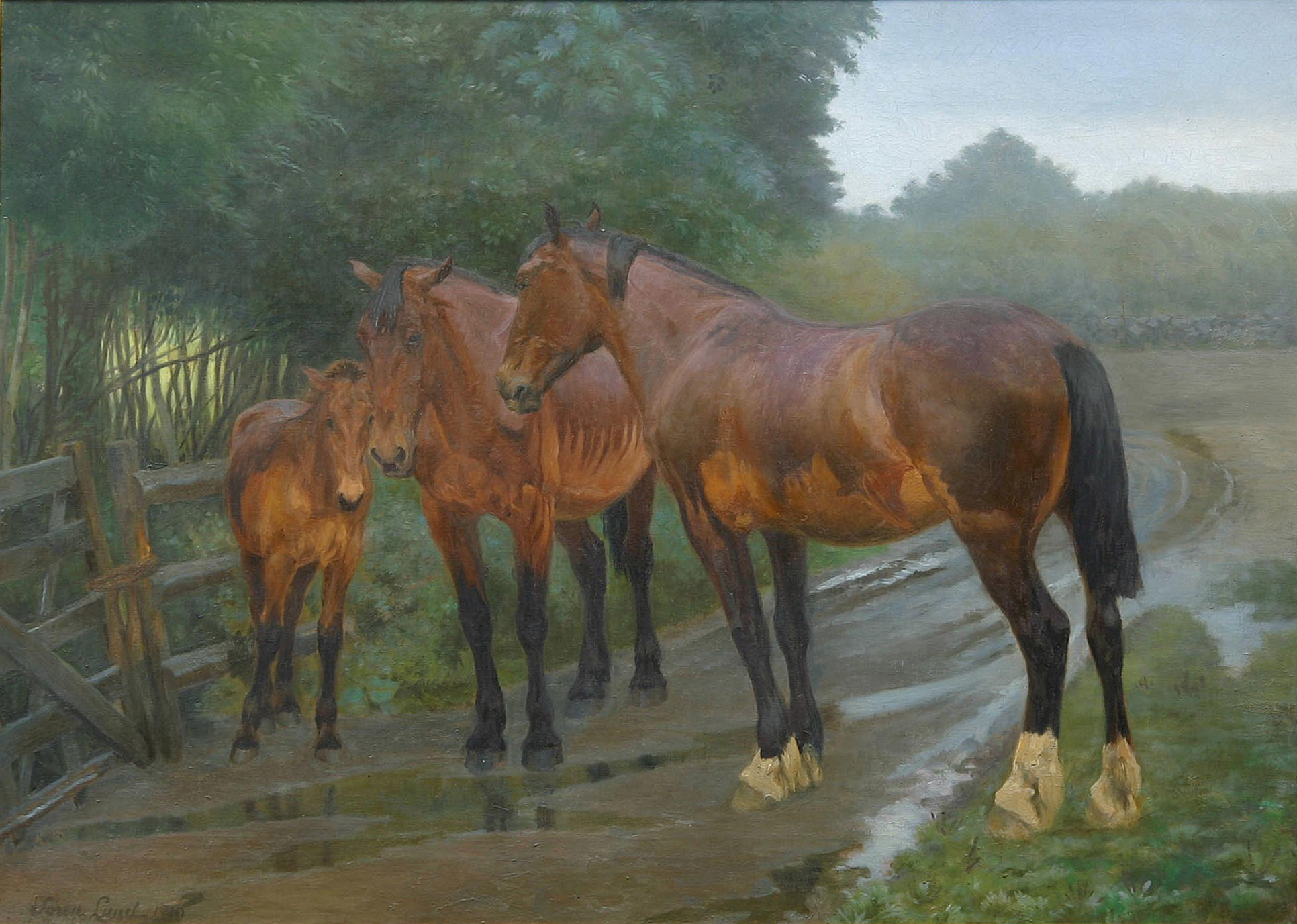
Deux chevaux et un poulain à un portail (1910)
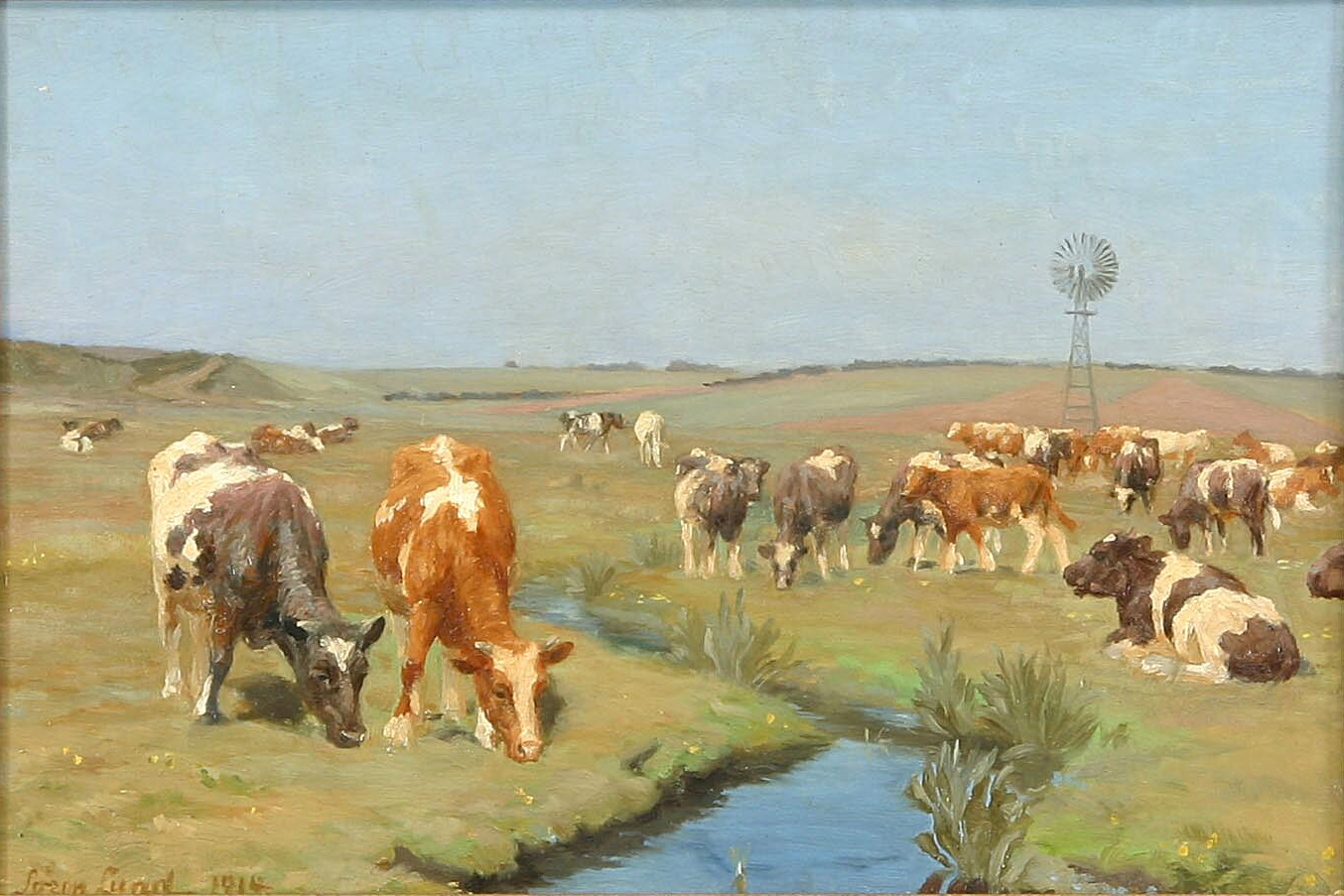
Vaches pâturant près d'un ruisseau (1914)